# Montefeltro (region)
Montefeltro to region historyczno-geograficzny w północno-środkowych Włoszech obejmujący podane regiony administracyjne: Marche (tylko północną część prowincji Pesaro i Urbino), Emilię-Romanię (tylko zachodnią część prowincji Rimini), Toskanię (tylko wschodnią część prowincji Arezzo), a także włoską enklawę San Marino (w całości).

## Etymologia

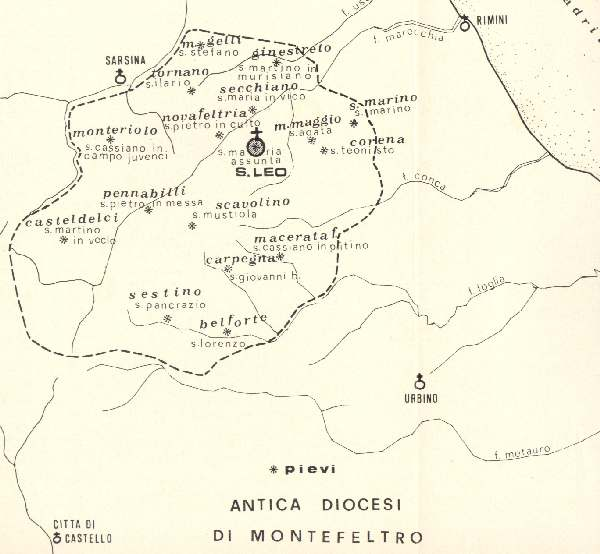
Diecezja Montefeltro.

Nazwa regionu pochodzi od łacińskiej nazwy Mons Feretri, którą starożytni uczeni wywodzili od świątyni poświęconej Jowiszowi Feretriuszowi. Prokopiusz z Cezarei w swojej kronice wojny gotyckiej z VI wieku określa miasto San Leo jako castrum Monteferetron, a jeszcze przed nim opat Eugipiusz w swoim utworze Vita Sancti Severini opowiada, jak relikwie świętego były przechowywane do 492 roku w Castellum nomine Montem Feletrem. Począwszy od IX–X wieku nazwa ta została nadana na cześć pustelnika Leona (później ogłoszonego świętym), dalmatyńskiego towarzysza świętego Maryna, natomiast toponim pozostał przy diecezji Montefeltro (IX w.) i od tamtej pory jest używany na określenie całego terytorium znajdującego się pod jurysdykcją biskupa.
Imię „Feretri” albo „Feltro” w języku włoskim oznacza polski wyraz „nieszczęśliwy” – „...pochodzę z Montefeltro, jestem Bonconte...”: Dante, Purg. V 85-129 - choć pozostanie ono zapisane w łacinie: w 1477 r. Federico da Montefeltro podpisywał się jako: Federicus Dux Urbini, Montisferetri ac Durantis Comes etc. Regius Capitaneus generalis, ac S. R. Ecclesiae Confalonerius. Niektórzy uważają, że nazwa ta wzięła się od szczególnego kształtu skały San Leo (pierwotnego zaczątka tego rozległego terytorium), która przypomina kształtem starożytne łoże pogrzebowe, wyższe na jednym końcu niż na drugim. Obecność małej świątyni poświęconej Jowiszowi Feretriuszowi jest mniej prawdopodobna, ponieważ taką świątynię znaleziono tylko w Urbe, a pierwszą świątynię w tym mieście założył sam Romulus. Inna hipoteza opiera się na przekazie Eugipiusza, który również opowiada o tym, jak król Rugiów Feleteus został pokonany przez Odoakra i zabity przez niego wraz z żoną w Rawennie w 487 r. Imię króla byłoby zatem źródłem antroponimu Montem Feletrem.

## Terytorium
Montefeltro to w przeważającej mierze teren górzysty i pagórkowaty, z zalesionymi dolinami, które kończą się stromymi spadkami. Ze względu na szczególne walory środowiskowe, historyczne i kulturowe, w Montefeltro znajduje się Regionalny Park Przyrody Sasso Simone i Simoncello.

### Lista gmin w regionie Montefeltro
Poniższa lista przedstawia listę włoskich i sanmaryńskich gmin należących historycznie i geograficznie do regionu Montefeltro. Są ich 32 (stan na 2025 r.).
| Gmina                                  | Powierzchnia (km²) | Populacja | Gęstość zaludnienia (os./km²) | Prowincja               | Region                 | Państwo    |
| -------------------------------------- | ------------------ | --------- | ----------------------------- | ----------------------- | ---------------------- | ---------- |
| Acquaviva                              | 4,86               | 2077      | 427                           | brak rodzimej prowincji | brak rodzimego regionu | San Marino |
| Badia Tedalda (część terytorium gminy) | 119,12             | 1165      | 10                            | Arezzo                  | Toskania               | Włochy     |
| Belforte all’Isauro                    | 11,99              | 796       | 66                            | Pesaro i Urbino         | Marche                 | Włochy     |
| Borgo Maggiore                         | 9,01               | 6424      | 713                           | brak rodzimej prowincji | brak rodzimego regionu | San Marino |
| Carpegna                               | 28,31              | 1680      | 59                            | Pesaro i Urbino         | Marche                 | Włochy     |
| Casteldelci                            | 49,21              | 476       | 10                            | Rimini                  | Emilia-Romania         | Włochy     |
| Chiesanuova                            | 5,46               | 1056      | 193                           | brak rodzimej prowincji | brak rodzimego regionu | San Marino |
| Città di San Marino                    | 7,09               | 4277      | 603                           | brak rodzimej prowincji | brak rodzimego regionu | San Marino |
| Domagnano                              | 6,62               | 3161      | 478                           | brak rodzimej prowincji | brak rodzimego regionu | San Marino |
| Faetano                                | 7,75               | 1177      | 152                           | brak rodzimej prowincji | brak rodzimego regionu | San Marino |
| Fiorentino                             | 6,57               | 2510      | 382                           | brak rodzimej prowincji | brak rodzimego regionu | San Marino |
| Frontino                               | 10,74              | 317       | 30                            | Pesaro i Urbino         | Marche                 | Włochy     |
| Lunano                                 | 14,62              | 1453      | 99                            | Pesaro i Urbino         | Marche                 | Włochy     |
| Macerata Feltria                       | 40,23              | 2128      | 53                            | Pesaro i Urbino         | Marche                 | Włochy     |
| Maiolo                                 | 24,40              | 841       | 35                            | Rimini                  | Emilia-Romania         | Włochy     |
| Mercatino Conca                        | 14,47              | 1112      | 77                            | Pesaro i Urbino         | Marche                 | Włochy     |
| Monte Cerignone                        | 18,04              | 672       | 37                            | Pesaro i Urbino         | Marche                 | Włochy     |
| Monte Grimano Terme                    | 52,31              | 1249      | 24                            | Pesaro i Urbino         | Marche                 | Włochy     |
| Montecopiolo                           | 35,74              | 1235      | 35                            | Rimini                  | Emilia-Romania         | Włochy     |
| Montegiardino                          | 3,31               | 910       | 275                           | brak rodzimej prowincji | brak rodzimego regionu | San Marino |
| Novafeltria                            | 41,78              | 7312      | 175                           | Rimini                  | Emilia-Romania         | Włochy     |
| Pennabilli                             | 69,66              | 3098      | 45                            | Rimini                  | Emilia-Romania         | Włochy     |
| Piandimeleto                           | 39,96              | 2096      | 53                            | Pesaro i Urbino         | Marche                 | Włochy     |
| Pietrarubbia                           | 13,05              | 709       | 54                            | Pesaro i Urbino         | Marche                 | Włochy     |
| San Leo                                | 53,32              | 3041      | 57                            | Rimini                  | Emilia-Romania         | Włochy     |
| Sant’Agata Feltria                     | 79,30              | 2316      | 29                            | Rimini                  | Emilia-Romania         | Włochy     |
| Sassocorvaro Auditore                  | 86,82              | 5163      | 133                           | Pesaro i Urbino         | Marche                 | Włochy     |
| Sassofeltrio                           | 20,87              | 1392      | 67                            | Rimini                  | Emilia-Romania         | Włochy     |
| Serravalle                             | 10,53              | 10 386    | 986                           | brak rodzimej prowincji | brak rodzimego regionu | San Marino |
| Sestino                                | 80,46              | 1485      | 19                            | Arezzo                  | Toskania               | Włochy     |
| Talamello                              | 10,53              | 1117      | 106                           | Rimini                  | Emilia-Romania         | Włochy     |
| Tavoleto                               | 11,99              | 909       | 76                            | Pesaro i Urbino         | Marche                 | Włochy     |